# Jáchal megye
Jáchal egy megye Argentína nyugati részén, San Juan tartományban. Székhelye San José de Jáchal.

## Népesség
A megye népessége a közelmúltban a következőképpen változott:
| Év   | Lakosság |
| ---- | -------- |
| 2001 | 20 905   |
| 2010 | 21 730   |